# 얼음 대왕
얼음 대왕(Ice King 아이스 킹[*])은 카툰 네트워크의 애니메이션 시리즈 《핀과 제이크의 어드벤처 타임》의 등장인물이다. 얼음 왕국을 지배하는 마법사로 공주들을 납치하는데 혈안이 된 악당으로 처음 등장하였으나, 이후 원래 정체는 평범한 인간 고고학자 사이먼 페트리코프(Simon Petrikov)였다는 사실이 밝혀진다. 얼음 대왕은 마지막 화 〈Come Along With Me〉에서 왕관의 힘에서 벗어나 본 모습인 사이먼으로 돌아온다. 사이먼은 종영 이후 방영한 스핀오프 《어드벤처 타임: 피오나와 케이크》에서 다시 등장한다. 얼음 대왕의 성우는 배우 톰 케니가 맡았다.
초기 얼음 대왕은 평론가들로부터 그다지 좋지 못한 평가를 받았으나, 과거 배경 이야기가 공개되면서 긍정적인 평가를 받게 된다. 얼음 왕관의 힘에 의해 광기에 사로잡힌 얼음 대왕의 모습은 정신 질환에 대한 복잡한 묘사로 설명되었다. 뱀파이어 여왕 마르셀린과의 이야기를 다룬 〈I Remember You〉와 〈Simon & Marcy〉는 작품의 최고 에피소드 중 하나로 꼽힌다.

## 디자인과 성우

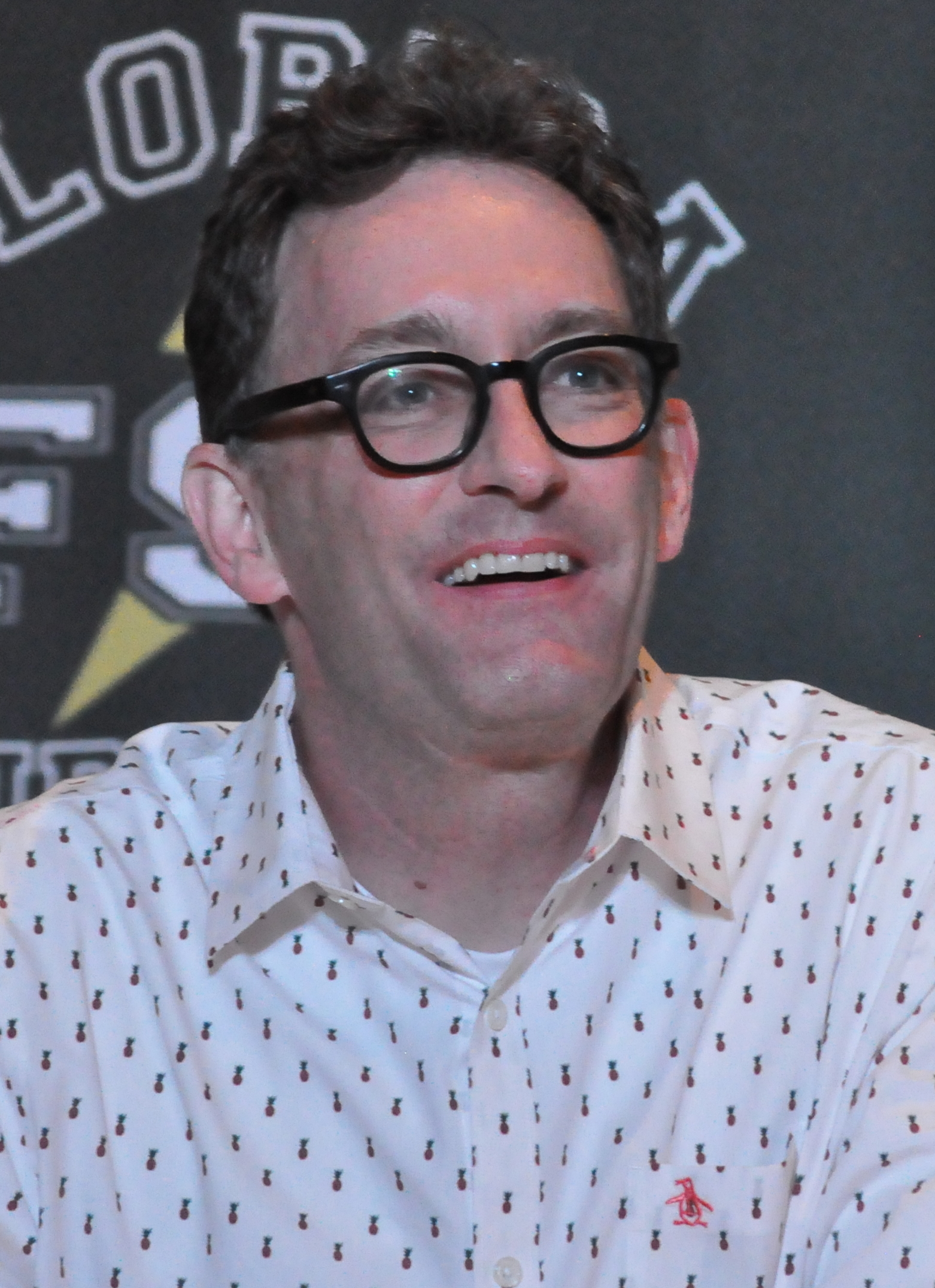
얼음 대왕의 성우 톰 케니.

얼음 대왕은 2007년 방영한 파일럿 단편에서 첫 등장하였으며, 당시에는 존 카서가 성우를 맡았다. 해당 파일럿은 핀(당시 이름은 펜, 잭 셰이다)과 제이크(존 디마지오)가 얼음 대왕에 의해 납치된 버블검 공주(페이지 모스)를 구하려는 이야기를 다루었다. 이후 정식 시리즈에서는 톰 케니가 성우를 맡았다. 케니는 얼음 대왕에 대해 자신의 행동이 왜 잘못되었는지 전혀 알지 못하는 "진짜 사이코패스"로 생각하며 연기하였다고 말하였다.
《어드벤처 타임》의 창시자 펜들턴 워드는 얼음 대왕이 "가슴 아픈" 등장인물이라고 말하며 자신에게 얼음 대왕은 "사랑에 빠질 수 밖에 없는 악당"이라고 설명하였다. 《롤링 스톤》의 저널리스트 네일 스트라우스는 얼음 대왕과 워드를 서로 비교하며 "트로츠키 안경"과 덥수룩한 수염, 그리고 사교하고자 하는 강한 욕구가 서로 비슷하다고 분석하였다. 스트라우스는 "얼음 대왕이 워드의 어두운 면을 상징한다면, 16살 주인공 핀은 워드의 밝은 면을 보여준다."라고 말하였다.

## 등장

### 《어드벤처 타임》
얼음 대왕은 눈과 얼음을 마음대로 만들 수 있는 힘을 가진 마법사로, 주인공 핀(제러미 셰이다)과 제이크(존 디마지오)의 주요 악당으로 첫 등장하였다. 얼음 대왕이 결혼을 하려는 목적으로 공주들을 납치하고, 핀과 제이크가 나타나 공주들을 구출하는 것이 이야기의 주요 패턴이다. 얼음 대왕은 우 랜드에 위치한 얼음 왕국의 지배자로 건터(Gunter)라는 이름의 펭귄들과 함께 지내고 있다. 작중 시점으로부터 1,000여 년 전에 발생한 "버섯 전쟁"(Mushroom War)으로 지구는 파괴되고, 그 영향으로 마법적인 우 랜드가 탄생하였다.
첫 번째 시즌 〈Ricardio the Heart Guy〉에서는 리카르디오(조지 타케이)라는 이름의 심장 모양을 한 캐릭터가 등장한다. 리카르디오는 버블검 공주(힌든 월치)를 납치하려고 하는데, 얼음 대왕은 리카르디오가 자신의 몸에서 도망쳐 나온 심장이라는 사실을 털어놓는다. 핀과 제이크는 리카르디오와 싸우고, 그를 원래 위치로 되돌려놓는다. 리카르디오는 네 번째 시즌 〈Lady & Peebles〉에서 다시 도망쳐 나와 버블검 공주와 결혼하려고 하지만, 버블검은 이를 거절하고 리카르디오와 맞서 싸운다.
얼음 대왕의 과거는 두 번째 시즌에서 방영한 2부작 스페셜 〈Holly Jolly Secrets〉에서 처음 다루어졌다. 얼음 대왕은 사이먼 페트리코프라는 이름의 고고학자였으며 북부 스칸디나비아의 부두 노동자로부터 마법 왕관을 구매하였다. 왕관을 쓴 사이먼은 세월이 지날수록 점점 피부가 새파랗게 변해 갔고, 환각에 사로잡혀 기억과 이성을 잃게 된다. 사이먼의 약혼녀 베티 그로프(Betty Grof, 리나 더넘)는 변해버린 사이먼의 모습에 그를 떠날 수 밖에 없었다. 사이먼은 왕관이 가진 마법의 힘으로 버섯 전쟁에서 살아남을 수 있었다.
네 번째 시즌 〈I Remember You〉에서는 버섯 전쟁으로 폐허가 된 도시에서 어린 마르셀린과 사이먼이 서로 만났다는 사실이 밝혀진다. 사이먼은 마르셀린과 함께 생존하게 되지만, 왕관의 힘에 의해 미쳐가고 있다는 점을 깨달은 사이먼은 자신이 더 이상 아무 것도 기억하지 못하더라도 용서해달라는 내용의 편지를 마르셀린에게 남기게 된다. 비록 얼음 대왕은 과거의 기억을 모두 잊어버렸지만, 계속해서 마르셀린 주위에 머무르고자 하는 모습을 보인다. 다섯 번째 시즌 〈Simon & Marcy〉에서는 둘 사이의 더 자세한 과거 이야기가 등장하였다. 사이먼은 위기가 닥칠 때마다 위험성을 알고 있었음에도 마르셀린을 보호하기 위해 왕관을 쓸 수 밖에 없었으며, 결국 왕관을 쓴 자신이 마르셀린을 해칠 수 있다는 생각에 마르셀린을 남기고 떠나게 된다.
다섯 번째 시즌 〈Betty〉에서 얼음대왕은 벨라 노체(Bella Noche)라는 이름의 마법의 힘을 흡수하는 괴물에 의해 마법의 힘을 빼앗기고, 사이먼의 모습으로 다시 되돌아온다. 기억을 되찾은 사이먼은 마법의 힘 없이는 수명이 다해 죽을 처지에 놓이게 된다. 마르셀린의 도움으로 사이먼은 시간 포털을 만들어 과거의 베티에게 사과를 하며 작별 인사를 남기지만, 베티는 사이먼을 살리기 위해 포털을 넘어온다. 베티는 벨라 노체를 무찌르고, 사이먼은 다시 정신을 잃고 얼음 대왕의 모습으로 돌아온다. 베티는 폭발에 휘말려 죽은 것처럼 보였으나, 몰래 숨은 채 우 랜드에서 사이먼을 왕관의 힘으로부터 구할 방법을 찾기 시작한다. 여섯 번째 시즌 〈You Forgot Your Floaties〉에서 마법의 힘을 연구하던 베티는 마법 요정(매직 맨)의 힘을 흡수하게 된다.
여덟 번째 시즌 〈Elemental〉에서 얼음 대왕은 버섯 전쟁 이전부터 존재한 고대의 얼음 정령 페이션스 세인트 핌(Patience St. Pim, 로런 랩커스)을 깨우게 된다. 이후 아홉 번째 시즌 방영된 미니시리즈 《Elemental》에서 페이션스는 베티의 힘을 배터리로 이용하여 공주들을 모아 원소의 힘을 각성하는데 성공하지만, 자신의 파티에 아무도 오지 않은 것에 큰 상실감을 느끼고 스스로를 다시 얼려 봉인한다. 한편 베티(펠리카 데이)는 마법의 힘을 이용하여 계속해서 얼음 대왕을 되돌려고 시도하나 실패한다. 베티는 사이먼이 왕관을 찾지 못하게 하고, 동시에 버섯 전쟁이 일어나지 않도록 과거를 바꾸려고 시도한다. 하지만 지금의 자신이 좋다고 말하는 얼음 대왕에 의해 실패하고, 베티는 엔카이리디언과 함께 폭발하며 화성으로 보내진다.
열 번째 시즌으로 방영한 마지막 에피소드 〈Come Along With Me〉에서 베티는 초월적 존재인 골브를 불여들여 사이먼을 되돌리려고 한다. 얼음 대왕과 베티 그리고 핀은 골브에게 먹혀 골브의 몸 속으로 들어가게 된다. 골브에 의해 흡수되는 동안 베티는 마법의 힘을 잃어 제정신을 차리고, 얼음 대왕은 왕관의 저주에서 벗어나 사이먼의 모습으로 되돌아온다. 베티는 왕관을 쓴 뒤 사이먼을 지킬 수 있는 힘을 달라고 소원을 빌고, 그 결과로 골브와 함께 융합되어 골브베티(Golbetty)가 되버린다.

### 《피오나와 케이크》
사이먼은 작품 종영 이후 맥스에서 방영한 스핀오프 시리즈 《어드벤처 타임: 피오나와 케이크》에서 주요 등장인물로 등장한다. 해당 작품은 세 번째 시즌 〈Fionna and Cake〉에서 얼음 대왕이 팬 픽션으로 만들어 낸 성 반전 버전의 캐릭터들의 이야기를 다루고 있다.
《피오나와 케이크》에서 사이먼은 마법으로 가득찬 우 랜드에서 홀로 평범한 인간의 모습으로 살아가는 것에 단절감을 느끼는 동시에 베티를 그리워하며 슬픔 속에 일상을 보낸다. 또한 자신이 왕관의 힘에 미쳐있을 때 만든 팬 픽션이 인기가 있다는 사실에 부담을 느끼기도 한다. 이에 사이먼은 베티를 소환하려는 의식을 치르다가 실수로 평행 세계에 존재하던 피오나와 케이크를 우 랜드로 불러온다. 사이먼은 얼음 왕관을 되찾아 피오나와 케이크의 세계를 고치기 위해 셋과 함께 멀티버스를 여행한다. 사이먼은 왕관을 되찾는데 성공하지만 골브베티는 왕관을 쓰지 못하도록 방해한다. 상상 속에서의 대화에서 베티는 사이먼에게 자신은 후회하지 않는다고 말을 하고, 사이먼을 우 랜드로 돌려보낸다.

### 기타
사이먼은 스핀오프 시리즈 《어드벤처 타임: 머나먼 땅》에서 카메오로 등장하였다.
2016년에는 붐! 스튜디오스에서 단편 만화책 《어드벤처 타임: 얼음 대왕》(Adventure Time: Ice King)을 발매하였다. 얼음 대왕은 2019년 발매된 《마시 & 사이먼》(Marcy & Simon)에서도 주인공으로 등장하였다.

## 특징

### 성격
얼음 대왕은 파란색 피부와 긴 수염을 갖고 있는 노인이다. 파란 피부는 왕관에 의한 것으로, 왕관을 통해 얼음 대왕은 불멸의 힘과 함께 눈과 얼음을 만들어내고 제어할 수 있는 능력 또한 갖게 되었다. 또한 사악한 악당이지만 동시에 무능한 모습으로도 묘사된다. 얼음 대왕은 염세적이고 우울함에 자주 빠지며, 자신의 신체에 대한 불만하는 모습을 종종 보인다. 평범한 삶을 원하지만 남들에게 민폐를 끼치는 이상한 행동으로 인해 친구나 연인 관계를 만드는데 어려움을 겪는다.
이후 작품이 진행되며 얼음 대왕은 왕관의 광기에 사로잡히어 과거에 대한 자신의 기억을 모두 잃어버렸다는 사실이 밝혀진다. 종종 과거 사이먼의 모습과 유사한 성격이 드러날 때도 있으나, 대부분의 경우 얼음 대왕의 인격에 억압되어 버린다. 《필름 스쿨 리젝츠》(Film School Rejects)의 영화 평론가 리즈 배슬러(Liz Baessler)는 이러한 점을 근거로 사이먼과 얼음 대왕은 "하나의 신체에 있는 두 개의 고유한 의식"으로 간주될 수 있다고 말하였다.
얼음 대왕의 기억 상실과 정신 질환에 대한 문제는 알츠하이머나 치매에 대해 묘사한 것이라고 평가되었다. 일부 평론가들은 얼음 대왕이 양극성 장애를 가지고 있다고 분석하였다.

### 인물 관계
사이먼은 베티 그로프와 약혼을 한 사이였으나, 베티는 왕관에 의해 미쳐가는 사이먼의 모습을 보고 떠나게 된다. 얼음 대왕이 계속해서 공주를 납치하는 이유는 "나의 공주님"이라고 부르던 베티와의 이별로 인한 것이었다. 《인디와이어》의 에릭 콘(Eric Kohn)은 사이먼과 베티는 이별한 사이임에도 불구하고 서로 "시공간의 경계를 뛰어넘는 끈끈한 유대감"을 갖고 있다고 말하였다. 베티는 사이먼을 위해 자신을 자주 희생하였는데, 사이먼은 골브가 된 베티가 이 사실을 상기시켜준 이후에야 뒤늦게 깨닫는다. 《캠퍼스 타임스》(Campus Times)의 본스 자크스(Bones Jacques)는 둘의 관계가 "희생, 집착, 그리고 상실의 사랑 이야기"라고 표현하였다.
얼음 대왕은 마르셀린과 복잡한 관계를 갖고 있다. 버섯 전쟁의 폐허 속에서 어린 마르셀린을 발견한 사이먼은 아빠 역할을 자처하며 마르셀린을 보호해준다. 사이먼은 마르셀린에게 곰인형 햄보(Hambo)를 선물해주는데, 마르셀린은 이후에도 햄보를 가장 소중한 물건으로 여기게 된다. 에릭 콘은 얼음 대왕과 마르셀린의 과거 이야기가 코맥 매카시의 소설 《로드》와 유사하다고 하였다.
마르셀린을 통해 얼음 대왕의 과거를 알게 된 핀과 제이크는 얼음 대왕과 자주 어울리며 친하게 지내게 된다. 이러한 노력의 영향인지 얼음 대왕은 이전보다 점점 덜 사악한 모습을 보인다. 얼음 대왕에 의해 자주 납치 당하며 갖은 고생을 겪은 버블검 공주는 얼음 대왕을 매우 싫어했으나, 나중에는 얼음 대왕과 애증의 관계를 보이며 친하게 지내게 된다. 얼음 대왕은 친구이자 집사 역할인 펭귄 건터(Gunter)와 함께 살고 있다. 건터의 정체는 외계에서 온 고대 우주의 파괴 신 올가로그(Orgalorg)였으나, 무해한 펭귄의 모습으로 변한 것이었다.

## 평가

### 《어드벤처 타임》
방영 초기 얼음 대왕은 평론가들로부터 1차원적인 악당에 가깝다는 부정적인 평가를 받았다. 《디 A.V. 클럽》의 올리버 사바(Oliver Sava)는 초기 시즌 얼음 대왕의 캐릭터성에 대해 "공주를 납치하는 가가멜 타입의 악당"이라고 표현하였다. 그러나 세 번째 시즌 이후부터 정신 질환과 사회적 고립을 겪은 배경 이야기를 제시하면서 캐릭터성을 살려냈다는 평을 받기 시작하였다. TV.com은 "얼음 대왕을 짜증나는 악당에서 텔레비전에서 가장 비극적인 인물로 탈바꿈한 것이 매우 놀랍다."라고 호평하였다.
마르셀린과의 관계에 집중한 네 번째 시즌의 〈I Remember You〉는 작품에서 얼음 대왕의 역할에 있어서 전환점이 되었다. 《io9》의 찰리 제인 앤더스(Charlie Jane Anders)는 "여태껏 본 것 중에 가장 강렬한 에피소드"라고 말하였으며, Tor.com의 영화 평론가 댄 퍼슨스(Dan Persons)는 "가슴을 울리는 훌륭한 애니메이션 작품 10선" 중 3위에 순위를 매기었다. 에피소드 〈Simon & Marcy〉 또한 긍정적인 평가를 받았으며, 해당 에피소드는 제65회 프라임타임 에미상에서 '뛰어난 단편 형식 애니메이션 프로그램' 부문의 후보에 오르기도 하였다.
《벌처》(Vulture)의 에릭 스룸(Eric Thurm)은 작품의 최고 캐릭터로 얼음 대왕을 선정하며 얼음 대왕의 매력은 그의 복잡한 결점에서 비롯되었다고 말하였다. 스룸은 얼음 대왕을 통해 알츠하이머와 같은 심각한 문제부터 부족한 사교성과 같은 일상적인 문제까지 모두 구현한 것이 많은 시청자들을 공감할 수 있도록 만든 부분이라고 의견을 내었다.

### 《피오나와 케이크》
《피오나와 케이크》에서 사이먼과 함께 톰 케니의 연기는 긍정적인 평가를 받았다. 《덴 오브 긱》(Den of Geek)의 렌디 존스(Rendy Jones)는 사이먼의 서사의 감정적인 복잡성과 깊이에 대해 칭찬하며, 특히 애니메이션과 스토리보딩이 눈에 띄었다고 말하였다. 톰 케니에 대해서는 "가장 비극적이면서도 영혼이 담긴 연기"를 하였다고 평하였다.
일부 평론가들은 사이먼과 사이먼이 만들어 낸 가상의 창작물과의 관계가 마치 《어드벤처 타임》 작품과 특히 쇼러너 애덤 무토와 같은 제작진 사이의 관계를 묘사한 메타코멘터리 같다고 표현하였다. 《페이스트》의 루벤 배런(Reuben Baron)은 글쓰기에 대한 사이먼의 내적 갈등이 "다른 이들에게 기쁨을 주지만 개인적인 고통을 상기시키는 창작에서 벗어나고자 하는 딜레마"라고 말하였다.

## 같이 보기
- 핀과 제이크의 어드벤처 타임의 등장인물 목록

## 추가 읽기
- McDonnell, Chris (2014). 《Adventure Time: The Art of Ooo》 (영어). Harry N. Abrams. ISBN 9781419704505.
- Olson, Martin (2013). 《The Adventure Time Encyclopaedia (Encyclopedia): Inhabitants, Lore, Spells, and Ancient Crypt Warnings of the Land of Ooo Circa 19.56 B.G.E. - 501 A.G.E.》 (영어). Harry N. Abrams. ISBN 978-0-8126-9858-9.